# Smithfield (Maine)
Smithfield – miasto w Stanach Zjednoczonych, w stanie Maine, w hrabstwie Somerset.